# Хне
Хне (бірм. နှဲ; також зустрічається написання хнє) — це конічний шалмей із подвійною тростиною, яка використовується в традиційній музиці М'янми.

## Етимологія
Найдавніше задокументоване вживання слова хне датується 1491 роком і, ймовірно, є запозиченням із середньомонської мови, утвореним від слова саной. Це слово саной своєю чергою походить від перського запозичення "шанай".

## Опис
Хне (бірм. နှဲ) має шість тростинок (відомих як хнеґан), які виготовляють із молодого листя пальми тодді, вимоченого протягом шести місяців. Корпус інструмента дерев’яний, з конічним каналом і сімома фронтальними ігровими отворами, розміщеними в один ряд. Зверху закріплений дзвін (чу, бірм. ချူ), який розширюється і виготовлений з металу.
Інструмент має гучне звучання і використовується в ансамблях разом із ксилофоном, налаштованими гонгами та барабанами. Існує дві основні форми хне:
- Хне калей (бірм. နှဲကလေး) — менша версія, яка використовується для мелодій у звичайній діатонічній мажорній тональності.
- Хне чі (бірм. နှဲကြီး) — більша версія, яка застосовується для урочистих мелодій у субдомінантному ладі.

## Зовнішні посилання
- Головна сторінка
- Hnè відео